# Venicones

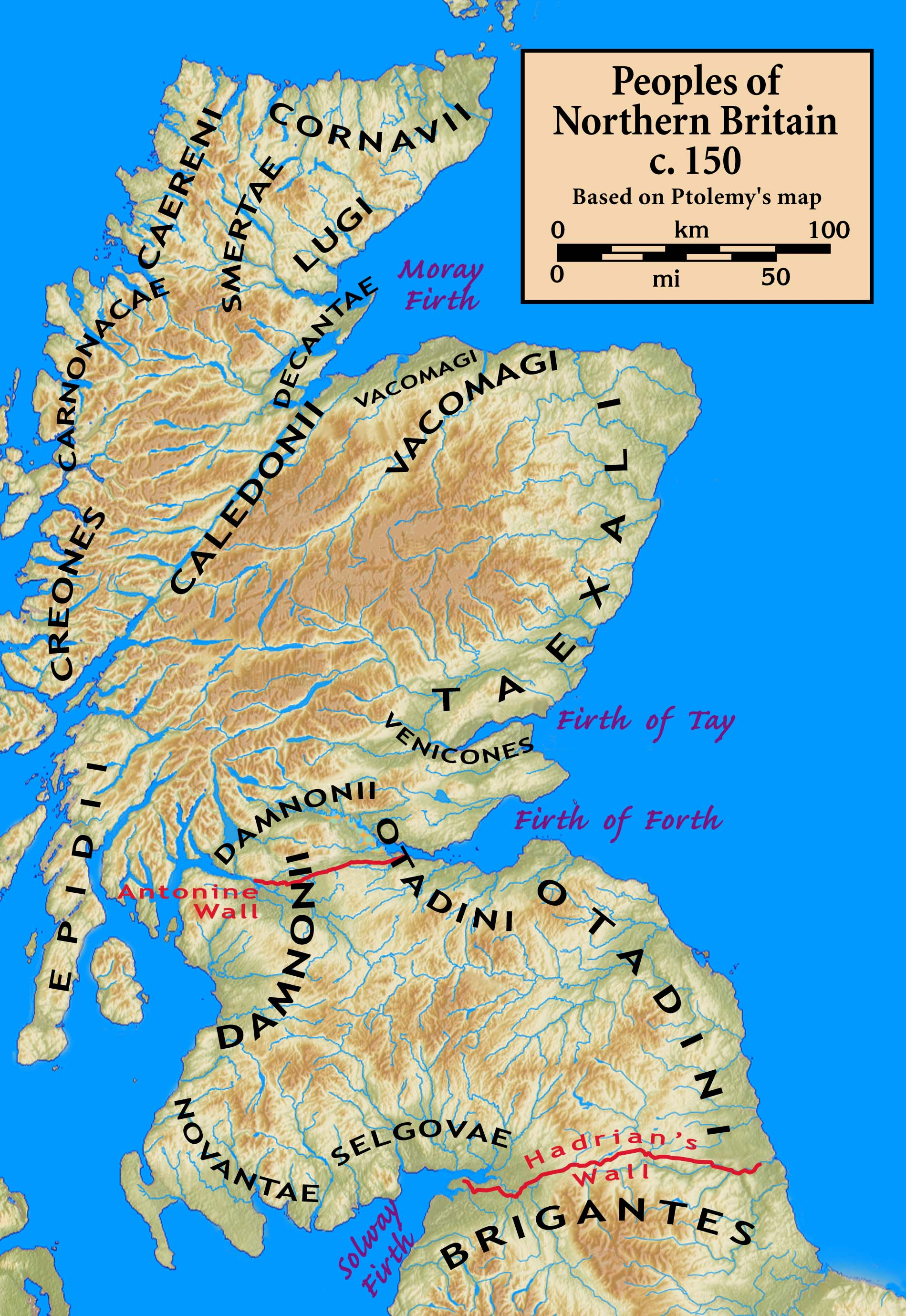
Mapa de ubicación del pueblo Venicones.

Los venicones eran un grupo tribal de la antigua Britania, conocidos por una única mención del geógrafo Claudio Ptolomeo. De su descripción en relación con tribus y emplazamientos vecinos, la única ciudad mencionada en su registro era Orrea, identificada como el fuerte romano de Horrea Classis, a 10 km al este de la actual Dundee, por lo cual se puede desprender que habitaron la zona entre Tay y Mounth, al sur de Aberdeen. Su nombre tribal probablemente significa sabuesos cazadores.
Amiano Marcelino escribe en su Conspiración de los Bárbaros en el año 367 d. C.: en aquel tiempo los pictos, de los que había dos tribus, los dicalidones y verturiones, junto a pueblos belicosos como los attacotti y scots, merodeaban mucho y causaban gran devastación. Los verturiones, por otro lado, nunca antes mencionados, podían haber sido confundidos con venicones.